# Teublitz
Teublitz est une ville de Bavière (Allemagne), située dans l'arrondissement de Schwandorf, dans le district du Haut-Palatinat.

## Géographie

### Quartiers
| - Bömmerlschlag - Frauenhof - Froschlacke - Glashütte - Katzdorf - Köblitz | - Kremplschlag - Kuntsdorf - Loisnitz - Münchshofen - Oberhof - Premberg | - Richthof - Saltendorf an der Naab - Stocka - Teublitz - Weiherdorf |

## Jumelages
- Baborów (Pologne)
- Blovice (Tchéquie)